# Kaz & Co
Kaz & Co (Originaltitel: Kaz) ist eine US-amerikanische Fernsehserie aus dem Genre Anwaltserie, die in den Jahren 1978 und 1979 von der Produktionsfirma Lorimar (u. a. Die Waltons, Dallas) für den US-Sender CBS produziert wurde. Dargestellt wurde die Hauptfigur Martin „Kaz“ Kazinsky durch den US-amerikanischen Schauspieler Ron Leibman. 

## Handlung
Der Kleinkriminelle Martin „Kaz“ Kazinsky wird wegen Autodiebstahls zu einer sechsjährigen Haftstrafe verurteilt. Im Gefängnis macht er seinen Abschluss als Anwalt. Nach seiner Entlassung fängt er als Juniorpartner in der Kanzlei von Samuel Bennett an. Mit seinem Partner Peter Colcourt kann er unter anderem so erfolgreich arbeiten, weil er weiß, was im Kopf von Kriminellen vorgeht.
Die Zeitungsreporterin Katie McKenna ist die Freundin von Kaz. Er lebt in einer kleinen Wohnung über dem Nachtclub seiner Bekannten Mary Parnell, dort verbringt er viel Zeit und spielt gelegentlich Schlagzeug.

## Hintergrund
Ron Leibman spielte 1978 in dem Film Eingekreist (A Question of Guilt) die Rolle des Polizisten Louis Kazinsky. Er fand den Nachnamen so gut, dass er ihn für die Serie einfach übernahm. Gedreht wurde die Serie in den Warner Brothers Burbank Studios in Kalifornien, in welchen Lorimar seinerzeit seine Serien produzierte.
Obwohl Ron Leibman mit dieser Rolle 1979 einen Emmy als bester Hauptdarsteller in einer Dramaserie gewann, kam die Serie beim Publikum nicht an und wurde wegen der niedrigen Einschaltquote nach nur 23 Folgen abgesetzt. In Deutschland wurden 18 Folgen gezeigt.
Im Vorspann der einzelnen Folgen wird in kurzen Einstellungen die Vorgeschichte von Martin Kazinsky gezeigt. Beginnend über die Verhaftung beim versuchten Autodiebstahl über das Bücherstudium im Gefängnis bis zum Erhalt des Anwaltsdiploms. In den letzten Bildern bindet sich Kaz die für ihn ungewohnte Krawatte auf dem Weg in den Gerichtssaal um.

## Ausstrahlungen
- Deutsche Erstausstrahlung: 3. April 1979 im Deutschen Fernsehen, die weiteren Folgen jeweils 14-täglich dienstags um 21.45 Uhr (bis Dezember 1979).
- Wiederholungen wurden von der ARD 1982 sowie von RTL 1986 und 1989 gesendet.